# Peter Gloor
Peter Gloor ist ein Schweizer Geographie- und Mediendidaktiker. Er lehrt seit 1997 an der Universität Zürich Mediendidaktik und während Jahrzehnten arbeitete er als Geographiedidaktiker an verschiedenen Pädagogischen Hochschulen in der Schweiz.
Gloor wuchs in Aarau auf. Bekannt wurde er durch das Aargauer Quellen- und Bachinventar. Er inventarisierte in den Jahren 1983/84 zusammen mit über 100 Mitarbeitenden alle Aargauer Fliessgewässer und Quellen im Rahmen seiner wissenschaftlichen Ausbildung und als stellvertretender Chefredaktor der Zeitschrift Natürlich von 1986 bis 1990. Als Journalist und Redaktor war er Produktionsleiter der Zeitschrift. Er schrieb in den 80er Jahren viele Artikel zu Umweltthemen. Als Präsident des Aarauer Bachvereins sprach ihm die Stadt Aarau 1997 den Umweltpreis zu. Er war als Lehrer an verschiedensten Schulen tätige, schwergewichtig an der Alten Kantonsschule Aarau. Seit 1993 arbeitete er in der Lehrerinnen- und Lehrerausbildung an der einstigen Höheren Pädagogischen Lehranstalt in Zofingen, am Didaktikum in Aarau, an der Universität in Zürich.

## Publikationen
- P. Gloor (Hrsg.): Hypergeographie: Unterrichtsbeispiele für den Einsatz von digitalen Medien und Internet für die Sekundarstufe. Pädagogische Hochschule der Fachhochschule Nordwestschweiz, 2015. (E-Book)
- P. Gloor (Hrsg.): L. Kraut: Unterrichtsbeispiele für den Einsatz von digitalen Medien und Internet im gymnasialen Unterricht. Pädagogische Hochschule der Fachhochschule Nordwestschweiz und Institut für Erziehungswissenschaften, Universität Zürich, Basel/Zürich 2015. (E-Book)
- P. Gloor (Hrsg.): Lehr- und Lernaufgaben zu Google Earth. Institut für Erziehungswissenschaften, Universität Zürich 2014. (E-Book)
- A. Böhnel, S. Brunold, L. Dorren, P. Gloor, M. Stucki: Dangers naturels en Suisse – Informations didactiques et techniques et moyens d’enseignement à l’intention des enseignants et des élèves du cycle d’orientation. Office fédéral de l’environnement OFEV, Bern 2013.
- A. Böhnel, S. Brunold, L. Dorren, P. Gloor, M. Stucki: Naturgefahren in der Schweiz. Lehr- und Lernmaterialien für die Sekundarstufe 1. Bundesamt für Umwelt BAFU, Bern 2013.
- P. Gloor: Geographie nach neun Volksschuljahren. Aufgaben und Ergebnisse einer Orientierungsarbeit in Basel-Stadt und Basel-Landschaft. Pädagogische Hochschule der Fachhochschule Nordwestschweiz, Basel 2012.
- P. Gloor: Orientierungsarbeit in Geographie – Bericht zu Entwicklung der Aufgaben und Datenanalyse. Pädagogische Hochschule der Fachhochschule Nordwestschweiz, Basel 2011.
- P. Labudde, P. Gloor, N. Zimmermann: Erdbeben in der Schweiz. Unterrichtsmaterialien zum Besuch des Erdbebensimulators und der Ausstellung focus Terra an der ETH Zürich. Bundesamt für Umwelt (BAFU), Bern 2010.
- P. Gloor In Geographica Helvetica. Nr. 2, 2009, Schweizerische Zeitschrift für Geographie, Buchbesprechung zu E. W. Schamp (Hrsg.): Handbuch der Geographieunterrichts. Band 9: Globale Verflechtungen. 2008.
- P. Gloor, D. Opferkuch: Lehrmittel zum Klimaatlas Oberrhein Mitte-Süd. Trinationale Arbeitsgemeinschaft REKLIP. Institut für Meteorologie, Klimatologie und Fernerkundung, Basel 2009.
- P. Gloor: Gedanken zu und Erfahrungen mit einem Selbstlernversuch mit der Abteilung 1A (10. Schuljahr) an der Alten Kantonsschule in Aarau im Juni 2006. In: Gymnasium Helveticum. Nr. 2, 2007.
- P. Gloor: Einschätzung der Mediennutzung am Beispiel der Alten Kantonsschule Aarau durch Gymnasiastinnen und Gymnasiasten in den Jahren 1998, 2001 und 2006. Institut für Gymnasial- und Berufspädagogik, Universität Zürich, Zürich 2006.
- T. Byland, P. Gloor: Notebook-Abteilung der Wirtschaftsmittelschule an der Alten Kantonsschule Aarau. Evaluationsbericht zu Handen der Projektleitung. Höheres Lehramt Mittelschulen, Universität Zürich, Zürich 2005.
- T. Byland, P. Gloor: ICT im Unterricht: Dank Computer und Internet zu Kreativität und Effizienz. In: Gymnasium Helveticum. Nr. 6, 2003.
- T. Byland, P. Gloor: ICT - einfach praktisch. Bildung Sauerländer, Aarau 2002.
- P. Gloor: Didaktische Analyse eines Unterrichtsvorhabens: Hunger in Afrika. In: T. Byland, P. Gloor (Hrsg.): ICT einfach – praktisch. Bildung Sauerländer, Aarau 2002, S. 44–55.
- P. Gloor: Wandel der Nutzung von Informationstechnologien am Beispiel von Studierenden der Alten Kantonsschule Aarau 1998 und 2001. Alte Kantonsschule Aarau, Aarau 2001.
- P. Gloor: Lehren und Lernen mit Informationstechnologien – Zur Didaktik des Einsatzes von Informationstechnologien im Fachunterricht in der Lehrerinnen- und Lehrerbildung. Diplomarbeit. Universität Bern, Bern 1999.
- P. Gloor: Nutzung der Informationstechnologien und diesbezügliche Erwartungen von Schülerinnen und Schülern an Gymnasien. Nachdiplomstudium Fachdidaktik Naturwissenschaften, Universität Bern, Bern 1998.
- P. Gloor: Kohärenzen der Selbst- und Fremdeinschätzung in der Leistungsbeurteilung von Schülerinnen und Schülern. Nachdiplomstudium Fachdidaktik Naturwissenschaften. Universität Bern, Bern 1998.
- P. Gloor: Der Konstruktivismus am Beispiel von Computeranwendungen. Nachdiplomstudium Fachdidaktik Naturwissenschaften. Universität Bern, Bern 1997.
- P. Gloor: Quellen- und Bachinventar des Kantons Aargau. Aargauischer Bund für Naturschutz, Aarau 1984.
- P. Gloor: Quantitative Analyse des Gewässernetzwandels im Kanton Aargau untersucht am Beispiel des Teufenthaler- und Zeiherbaches. Diplomarbeit. Universität Zürich, 1983.